# 红领巾公园

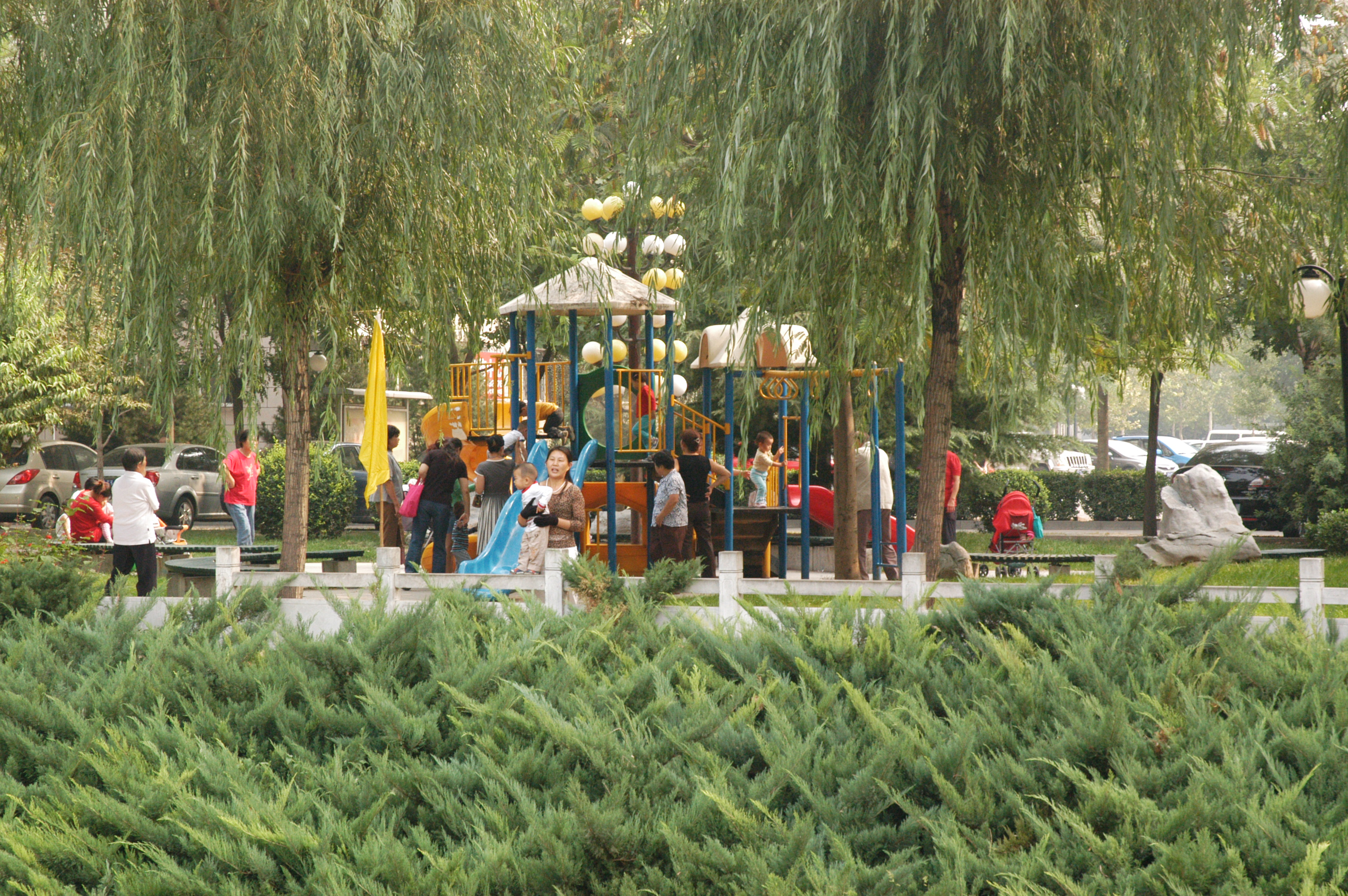
红领巾公园

红领巾公园，位于北京市朝阳区后八里庄5号，是朝阳区区属公园。

## 简介
红领巾公园始建于1958年。1958年之前，此地有个名叫“窑口”的自然村，在窑坑周围住着数十户穷人。他们在此挖土开窑，以烧砖为生，挖出的大量废窑坑被称为“串窑”，因无人管理及连年积水，形成350多亩的水面，坑边芦苇丛生，水中有鱼。坑边凹凸不平，杂草丛生，人稀树少。1952年，北京市卫生工程局在窑坑东侧征用土地，建设了一个面积30多亩的晒粪场，北京城内的粪便倾卸在此，导致蚊蝇滋生，臭气熏天，周边居民怨声载道，不久该晒粪场即关闭。
当时朝阳区叫东郊区，东郊区代表会有个征地建园的提案。该提案于1956年12月30日经北京市城市规划管理局城地56字4064号文批准用地。根据提案，北京市园林局绿化工程管理处决定在国棉厂开辟一个公园，并且致函东郊区房地产管理所，由该所协助办理征地手续，征用土地925亩。1956年，北京市园林局根据北京市政府领导的决定，在废旧的“串窑”所在地，利用现存水面及地势，为八里庄地区的纺织工人及周边居民建一个休闲娱乐场所。1957年9月10日，北京市园林局开始在此勘察、规划及初步绿化。5名男性农民被转为园林长期壮工，60座汉民坟墓及20座回民坟墓分别迁往平房和回民公墓，公园自此正式开始规划和建设工作。最初，公园没有统一和长远的规划，管理部门的指导思想是想为国棉厂工人建个郊野自然型的游乐场。
1956年，红领巾公园隶属北京市园林局领导。1958年，北京市园林局将该公园移交给东郊区人民政府管理领导，由小庄办事处管理。在“大跃进”时期，东郊区人民政府动员全区20万人次参加义务劳动，以少先队员为主组成义务劳动队伍，因此将公园命名为“红领巾公园”。1962年划归朝阳区八里庄办事处和房管建设科双重领导，并将公园更名为“朝阳公园”。1964年，公园归房管建设科直接领导，房管建设科绿化队一个班负责日常管理，当时因缺乏资金，乃利用坑塘养鱼，每年春天只能种很少的树，养护用水都用人工从湖里担来或用水车推来。
1973年1月，该公园正式建置，成立了公园领导机构“朝阳公园革命委员会”，隶属朝阳区建设局领导。1983年5月30日，朝阳区人民政府第18次区长办公会议讨论决定，同意朝阳区园林局关于恢复“红领巾公园”名称的请示。1983年6月1日，儿童福利基金会向公园赠送了儿童游乐器材时，朝阳区副区长刘铭当场宣布将公园名称改为“红领巾公园”。
1964年夏，经北京市建管委批准，决定将公园内的小坑塘挖通，利用官厅水库补水，将红领巾湖作为冷却水池。循环水的路线是：从热电厂经慈云寺、道家坟入红领巾湖，从红领巾湖东流入高碑店凉水池。热电厂的冷却水取自通惠河，通惠河污染严重，流入红领巾湖后导致红领巾湖水严重污染，且因水温较高，蒸发导致湖边花草树木受污染而枯死。此后公园游人稀少，周边居民纷纷向北京市及朝阳区政府投诉，要求尽快治理。
1981年至1986年，要求治理红领巾湖的人大代表提案达13件，《人民日报》、《北京日报》先后呼吁“救救红领巾公园”，北京市、朝阳区人大代表多次提出意见，但因政府经济困难，治理工作被搁置。1987年5月22日，朝阳区人大代表罗益锋在全国人大常委会委员长万里参加全国人大北京组讨论时提出“还我一片绿地，还我一池清水，红领巾湖水质污染严重急需治理”的请示，万里责成有关部门调查解决。中央对此事多次给予指示，决定治理。治理过程中，北京市人民政府领导做了大量工作。中共朝阳区委、朝阳区人民政府将红领巾湖的污染治理列为朝阳区三大工程之一，清淤工程1988年6月上马，1988年11月施工，1988年12月22日在红领巾公园举办了开工典礼。清淤工程清除淤泥34万立方米，砌护坡石3000延长米，铺设环湖步道6000米，1989年8月10日引亮马河水入红领巾湖。1989年9月14日，朝阳区举行红领巾湖污染治理工程竣工典礼，有关领导在竣工典礼剪彩时指示：“要把公园建成真正的儿童公园，对儿童进行革命传统教育。”为纪念红领巾湖清淤工程，在公园南大门广场的花坛中树立纪念碑，记载清淤情况及集资单位。
1990年6月1日，红领巾公园正式对外开放。1990年4月18日，北京市人民政府召开第7次市长办公会，讨论了北京市规划办关于红领巾雕塑公园总体规划的请示。会议决定，同意在红领巾公园建设少年儿童题材雕塑，使公园成为对少年儿童开展爱国主义、革命英雄主义传统教育的场所。1990年10月，完成了首批以主题雕塑“红领巾之歌”为主的6组雕塑，1991年完成了第二批以赖宁为主的10组雕塑。1991年5月30日，中顾委常委陈丕显、老将军杨成武、雕塑家刘开渠为群雕塑像落成剪彩。
1999年至2000年，朝阳区园林局集中了该局的资金2000万元人民币，对红领巾公园进行了大规模改造。2004年，该园景观改造，将中心岛改建为朝阳区未成年人交通安全实践教育基地。红领巾公园经常举办教师节公益活动等和青少年教育有关的活动。公园还举办了“北京双胞胎文化节”等青少年活动。
红领巾公园的主要景点有：
- “红领巾之歌”主题广场
- 银杏广场
- 海之梦广场
- 儿童游乐园
- 未成年人交通安全实践教育基地
- 多组公共艺术雕塑

## 红领巾公园雕塑
1991年5月30日，在红领巾雕塑公园举办迎“六一”少年英雄雕像落成典礼。党和国家领导人陈丕显、杨成武等人，北京市人民政府及有关部门负责人陆宇澄、封明为、宣祥鎏、陈向远、陶西平等人及部分雕塑家、少年儿童出席了落成典礼。落成的雕塑分别是：
- 点题雕塑：《红领巾之歌》，高5.0米，不锈钢材质，作者冯河。
- 各时期中外少年英雄形象：
  - 大革命时期的劳动童子团的英雄《罗志群与邓金娣》，高2.7米，汉白玉材质，作者凌春德。
  - 土地革命时期的红区小歌手《张锦辉》，高1.9米，汉白玉材质，作者张照旭。
  - 抗日战争中的少年英雄《王璞》，高2.3米，铸铜材质，作者曹春生。
  - 解放战争时期的《小萝卜头》，高2.2米，花岗岩材质，作者张润垲。
  - 解放战争时期的《刘胡兰》，高2.1米，汉白玉材质，作者董祖诒。
  - 新中国成立之后的《刘文学》，高2.0米，汉白玉材质，作者丁洁茵、郭加端。
  - 新中国成立之后的《雷锋》，高2.5米，花岗岩材质，作者盛杨。
  - 新中国成立之后的《草原英雄小姐妹》，高1.9米，花岗岩材质，作者刘林。
  - 新中国成立之后的《赖宁》，高2.0米，铸铜材质，作者孙家钵。
  - 苏联的英雄《卓娅》，高2.5米，铸铜材质，作者王一林、金镰锈。
- 古代寓言故事雕塑：
  - 《朝三暮四》，高1.0米，铸铜材质，作者张大生。
  - 《司马光砸缸》，高1.6米，铸铜材质，作者张大生。
  - 《东郭先生》，高2.3米，不锈钢材质，作者张友明。
  - 《十二生肖》，高1.2米，汉白玉材质，作者冯河。
- 童趣雕塑：《翻斤斗》，高1.5米，汉白玉材质，作者叶如璋。

2000年8月，在北京城市雕塑建设管理办公室与红领巾公园支持下，北京市建筑艺术雕塑工厂创作研究室以“2000年阳光下的步履——红领巾公园公共艺术作品”为创作主题，经近两年策划和创作后，在红领巾公园建成公共艺术品19件。2000年12月27日，“2000阳光下的步履——北京红领巾公园公共艺术展暨画册首发式”在朝阳区红领巾公园举行，为雕塑揭幕，参展的包括上述19件永久性雕塑，以及多件临时性装置作品。这批19件永久性雕塑有：
- 朱尚熹设计创作：《爱心献大地》高1.0米，花岗岩材质。《风树林》高8.0米，不锈钢材质。《苏醒的圆环》高1.7米，材质为红土砖。
- 许庾岭设计创作：《异型路灯》高3.7米，不锈钢材质。《地之灵》高1.0米，冷轧钢材质。
- 叶晨设计创作：《蝴蝶梦》高1.0米，花岗岩材质。
- 赵磊设计创作：《欢乐虫虫》高2.3米，不锈钢材质。《海之梦》高5.0米，不锈钢材质。
- 孙贤陵设计创作：《河马》高0.5米，花岗岩材质。《笋》高2.6米，不锈钢材质。《老鹰来了》高1.0米，材质为花岗石。
- 尹刚设计创作：《蘑菇座椅》高1.5米，花岗岩材质。《鸟笼亭》高4.5米，不锈钢材质。
- 杨金环设计创作：《曲》高2.3米，不锈钢材质。《地下鸟》为地面灯饰雕塑。
- 宫长军设计创作：《芽形座椅》高2.3米，不锈钢材质。《时钟与文字》高2.5米，生铁材质。《风向标》高6.5米，不锈钢材质。
- 琴嘎设计创作：《私语》高3.2米，不锈钢材质。

## 延伸阅读
- 朱尚熹，2000阳光下的步履，中国旅游出版社，2000年
- 邹跃进，2000阳光下的步履——北京红领巾公园公共艺术研讨会，雕塑2001年01期